# Bharat Heavy Electrical Limited Ranipur
Bharat Heavy Electrical Limited Ranipur là một thị xã của quận Hardwar thuộc bang Uttaranchal, Ấn Độ.

## Nhân khẩu
Theo điều tra dân số năm 2001 của Ấn Độ, Bharat Heavy Electrical Limited Ranipur có dân số 43.252 người. Phái nam chiếm 53% tổng số dân và phái nữ chiếm 47%. Bharat Heavy Electrical Limited Ranipur có tỷ lệ 81% biết đọc biết viết, cao hơn tỷ lệ trung bình toàn quốc là 59,5%: tỷ lệ cho phái nam là 86%, và tỷ lệ cho phái nữ là 75%. Tại Bharat Heavy Electrical Limited Ranipur, 9% dân số nhỏ hơn 6 tuổi.